# 徳島赤十字乳児院
徳島赤十字乳児院（とくしませきじゅうじにゅうじいん）は、徳島県小松島市中田町にある日本赤十字社の乳児院。

## 沿革
- 1953年（昭和28年）8月 - 徳島県で乳幼児を預けて養育する唯一の施設として開所[1]。
- 1965年（昭和40年）4月	- 徳島赤十字病院の業務より分離[2]。
- 2012年（平成24年）4月 - 旧徳島赤十字病院跡地に「発達障害者総合支援ゾーン」が誕生し、徳島県発達障がい者総合支援センター、徳島県立みなと高等学園、徳島赤十字ひのみね総合療育センターと共に入居。

## 交通
- JR牟岐線「中田駅」より車で約5分。